# Chelsea (band)
Chelsea is een in 1976 geformeerde Britse punkband. Drie van de vier oorspronkelijke bandleden richtten Generation X op. Meer dan twee decennia na de publicatie werd de debuutsingle Right to Work opgenomen in de Mojo-lijst van de beste punkrock-singles aller tijden.

## Bezetting
Oprichters
- Gene October (zang)
- Billy Idol (gitaar, tot 1976)
- John Towe (drums, tot 1976)
- Tony James (e-basgitaar, tot 1976)

Huidige bezetting
- Gene October (zang)
- James Stevenson (gitaar)
- Lee Morrell (drums)
- Tony Barber (basgitaar)

Voormalige leden
- Topper Headon (drums)
- Carey Fortune (drums)
- Martin Stacy (gitaar)
- Bob Jessie (basgitaar)
- Henry Daze (basgitaar)
- Nic Austin (gitaar, zang)
- Mat Sargent (basgitaar, zang)
- Stuart Soulsby (drums)
- Rob Miller (leadgitaar)

## Geschiedenis
De originele bezetting van de band werd eind 1976 samengesteld door John Krivine en Steph Raynor, de eigenaren van Acme Attractions, een modeboetiek in King's Road in Chelsea (Londen), bestaande uit zanger Gene October, gitarist William Broad (later bekend als Billy Idol), bassist Tony James en drummer John Towe. James en Towe waren eerder in London SS geweest. Raynor richtte vervolgens het modelabel 'Boy' op dat een icoon werd van de postpunk Britse jeugdcultuur. Na drie support-optredens met covers van nummers van andere bands, vertrokken Idol en James in november 1976 en namen Towe mee om Generation X te vormen.
October rekruteerde toen Carey Fortune (drums), Martin Stacy (gitaar) en Bob Jessie (bas), waarbij de laatste twee al snel werden vervangen door Henry Daze (Henry Badowski) en James Stevenson.
Chelsea's eerste single Right to Work werd in juni 1977 uitgebracht door Step-Forward Records. Opgenomen door de October/Fortune/Daze/Stevenson bezetting van de band, was het hun meest populaire nummer en verscheen ook op het soundtrackalbum (uitgegeven in 1978 door Polydor) van de Derek Jarman-film Jubilee uit 1977 (die in oktober was verschenen).
Simon Cade Williams, ook bekend als Simon Vitesse, trad in 1977 toe tot de band als bassist voor een Britse tournee en de tweede single High Rise Living. Dit snelle verloop van bandleden was kenmerkend gedurende het hele bestaan van Chelsea, met October als enige constante aanwezigheid.
Op 25 augustus 1978 bracht de band de single Urban Kids uit, die mede werd geschreven door October en Alternative TV en geproduceerd door ex-Who-manager Kit Lambert.
Na in 1977-1978 toeren in het Verenigd Koninkrijk en in het buitenland, brachten ze hun eerste album Chelsea uit in 1979.
De singles-compilatie Alternative Hits werd uitgebracht in 1980. Het werd ook in de Verenigde Staten uitgegeven door I.R.S. Records, omgedoopt tot No Escape.
Na een splitsing stelde October een nieuwe bezetting samen, waaronder gitarist Nic Austin, die het veelgeprezen tweede album Evacuate (1982) opnam.
October bracht in de jaren 1980 sporadisch albums uit met verschillende Chelsea-bezettingen, waaronder Original Sinners, Rocks Off en Underwraps, waarin de band werd vergezeld door The Clash-drummer Nicky 'Topper' Headon op een cover van het nummer Somebody Got Murdered van The Clash.
Begin jaren 1990 bracht een bezetting met de terugkerende Austin en nieuwe bassist Mat Sargent de albums The Alternative (1993) en Traitors Gate (1994) uit. In 1999 werd de bezetting van het eerste album, inclusief Stevenson, hervormd voor de Social Chaos Tour door Noord-Amerika. Het live-album Metallic F.O.: Live at CBGB's (uitgebracht in 2002) werd tijdens deze tournee opgenomen in CBGB in New York. Aangevuld met Buzzcocks bassist Tony Barber, bracht de band in 2005 Faster, Cheaper and Better Looking uit.
Austin en Sargent keerden terug in 2011 en deze bezetting bracht in 2015 het album Saturday Night Sunday Morning uit. Het album Mission Impossible volgde in 2017. Beide albums werden opgenomen in de Panther Studios in Surrey en geproduceerd door Dick Crippen van Tenpole Tudor, King Kurt en The Weird Things.
In mei 2021 verscheen Chelsea's 12e studioalbum Meanwhile Gardens bij Westworld Records. De al lang bestaande bezetting van October, Austin en Sargent werd vergezeld door drummer Steve Grainger en bevatte gastoptredens van voormalige bandleden Martin Stacey, James Stevenson, Bob Jesse en Rob Miller. Het album werd opgenomen in de Panther Studios tussen de COVID-lockdowns van 2020 door met de productie van Dick Crippen.

## Muziekstijl
Chelsea is bekend voor de socialistische zienswijze en de rauwe gevoelsbetoning bij de eerste liveconcerten. De eerste single We Have a Right to Work, die het probleem van de massale werkloosheid behandeld, was hun grootste succes. Inhoudelijk en muzikaal bleef Chelsea deze lijn ook op hun latere publicaties trouw. Sociale politieke boodschappen, zoals de thematisering van armoede en opstanden en de kritiek van het Thatcherisme nemen een dominante positie in, zowel in de teksten als ook in de vormgeving van de cd-cover en het booklet van het album The Alternative (1993). Diens composities herinneren aan de muzikale aanpak in de traditionele melodieuze punkrock, zoals ook in de late jaren 1970 en de vroege jaren 1980 door hen en bands als Cock Sparrer werden gespeeld. Ook het opvolgende album Traitors Gate uit 1994 staat merkbaar in deze traditie, omdat de band zich ook uit andere kringen van de rockmuziek bedient, hetgeen hen een aanzienlijk modernere totaalimpressie verschaft.

## Discografie

### Albums
- 1979: Chelsea
- 1980: Alternative Hits
- 1982: Evacuate
- 1985: Original Sinners
- 1986: Rocks Off
- 1989: Underwraps
- 1993: The Alternative (cd, Weser Label)
- 1994: Traitors Gate (cd, Weser Label)
- 2002: Metallic F.O.: Live
- 2005: Faster, Cheaper and Better Looking